# SR Colmar

Logo von SR Colmar bis 2016

Sports Réunis Colmar oder kurz SRC ist ein französischer Fußballverein aus Colmar, einer Stadt im Département Haut-Rhin in der Region Grand Est (bis 2015 Elsass). Nachdem der Verein 2016 insolvent gegangen war, wurde er unter dem Namen Stadium Racing Colmar neu gegründet.
Gegründet wurde der Klub 1920 als Sports Réunis; er ging aus dem ältesten lokalen Fußballverein, der Association Sportive de Colmar, hervor, der nach dem Ersten Weltkrieg nicht wiedergegründet worden war. Wie der Name (dt. „Sportvereinigung“, siehe unten) erkennen lässt, werden auch andere Sportarten betrieben; dieser Artikel konzentriert sich auf die Colmarer Fußballer.
Die Vereinsfarben sind Grün und Weiß; die Ligamannschaft spielt im Colmar Stadium, das heute Platz für 7.000 Zuschauer bietet. 2010 stieg die Mannschaft in die drittklassige National auf und konnte sich bis 2016 dort behaupten. 2016 erfolgte ein Neubeginn in der Excellence Haut-Rhin (landesweit siebtes Niveau, regional die zweithöchste Amateurliga).

## Geschichte

### Vom Amateurmeister zum Profifußball
In den Jahren zwischen den Weltkriegen spielte SR Colmar viele Jahre lediglich im Amateurlager und war im Elsass bestenfalls die Nummer drei hinter den großen Klubs Racing Strasbourg und FC Mulhouse. 1931 gelang ihm Platz 1 in der Division d’Honneur, er wurde also elsässischer Amateurmeister. 1936 stieg er in die zweithöchste Spielklasse Frankreichs auf und hielt sich darin bis zum Kriegsausbruch; durch die finanzielle Unterstützung, die sein Präsident Joseph Lehmann dem Klub regelmäßig zukommen ließ, nahm er 1937 Profistatus an.

### 1940–1945: SpVgg. statt SR
Mit dem Westfeldzug der deutschen Wehrmacht und der faktischen Einverleibung des Elsass in das Deutsche Reich wurde der Verein als SpVgg. Kolmar „germanisiert“ und kickte nunmehr in der höchsten Spielklasse des Sportbereichs 14a, der Gauliga Elsaß, kam aber auch unter dem Dach des DFB nicht an den Rivalen vorbei, die jetzt als Rasensportclub Strassburg bzw. Fußballclub Mülhausen 1893 firmierten. 1940/41 belegte Colmar in der Oberelsass-Staffel hinter Mulhouse den zweiten Platz. Ein Jahr später, in der nunmehr eingleisigen Bereichsklasse Elsass, wurde der Verein Dritter und konnte vor allem den oberrheinischen Konkurrenten Mülhausen hinter sich lassen; es folgten zwei vierte Plätze. In der Saison 1944/45 nahmen die Vereine aus der während der Befreiung besonders heftig umkämpften Stadt – neben der SpVgg. war das noch der FC Kolmar – nicht mehr am Spielbetrieb teil.

### 1945–1949: vier gute Jahre
Unmittelbar nach Kriegsende folgte für SR, wie er sich nun wieder nannte, die sportlich beste Zeit: im französischen Pokal scheiterte der Zweitligist 1945/46 erst im Achtelfinale (an Racing Paris), und 1947/48 bezwang Colmar u. a. den FC Gueugnon mit 3:0 und Girondins Bordeaux mit 1:0, bevor im Halbfinale der RC Lens den Elsässern mit 5:1 ihre Grenzen aufzeigte. Im Frühsommer 1948 machte der SRC als Tabellenzweiter der Division 2 dennoch den Aufstieg in Frankreichs erste Liga perfekt.
In der folgenden Saison zeigte die von Charles Nicolas trainierte Elf, dass sie auch auf diesem Niveau mithalten konnte; mit Camillo Jerusalem, einem der vielen ab 1932 in den französischen Profifußball gewechselten Österreicher, besaß Colmar einen anerkannt guten Spielgestalter, der auch österreichischer Nationalspieler war. SRC schloss die Saison mit dem 11. Platz ab und hatte dabei dem großen Rivalen Racing Strasbourg nicht nur im direkten Vergleich (2:1 und 0:0) den Rang abgelaufen, sondern auch dazu beigetragen, dass dieser auf dem vorletzten Tabellenplatz landete und sich nur durch Erfolge in den Relegationsspielen gegen Zweitligisten überhaupt in der Division 1 halten konnte. Beim Heimsieg gegen Strasbourg stellten 12.000 Besucher den bis heute geltenden Zuschauerrekord auf. Als diese neue elsässische Rangordnung feststand, starb Colmars Mäzen und Präsident Lehmann im Mai 1949. Der Verein wollte sich nicht auf finanzielle Abenteuer einlassen, zog sich deshalb überraschend aus dem Professionalismus zurück und spielte im Amateurbereich weiter. Diese Ebene konnte Sports Réunis Colmar seither nicht wieder verlassen, auch wenn zur Saison 2010/11 der Aufstieg in die dritte Liga gelang. Auch in der Coupe de France, dem Landespokal, reichte es lediglich einmal zu so etwas wie einer „Erinnerung an bessere Zeiten“: 1992/93 kam der Klub unter die letzten 64 Mannschaften, aber dort war dann auch Endstation.

## Ligazugehörigkeit und Erfolge
Profistatus hat SR Colmar von 1937 bis 1939 sowie zwischen 1945 und 1949 besessen. Erstklassig (Division 1, seit 2002 in Ligue 1 umbenannt) spielte der Verein lediglich in der Spielzeit 1948/49, dazu 1936 bis 1948 (unterbrochen durch die deutsche Besetzung im Zweiten Weltkrieg) in der Division 2.
- Französischer Meister: Fehlanzeige, bisher beste Platzierung war Tabellenrang 11 (1948/49)
- Französischer Pokalsieger: bisher Fehlanzeige, aber Halbfinalist 1948
- Elsässischer Amateurmeister: 1931, 1973, 1978, 1997

## Bekannte Spieler und Trainer in Vergangenheit und Gegenwart
- Oscar Heisserer (französischer Internationaler, als Trainer in den 1950ern)
- Camillo Jerusalem (österreichischer Internationaler, als Spieler 1947–1949)
- Raymond Kaelbel (Spieler bis 1950)
- Jean-François Kornetzky (Spieler 2003/04)